# منطقة وصاية آتشيه بيسار
منطقة وصاية آتشيه بيسار ((بالإندونيسية: Kabupaten Aceh Besar)‏ أو منطقة وصاية آتشيه الكبرى) هي منطقة وصاية في مقاطعة آتشيه في إندونيسيا . تغطي المنطقة مساحة 2،903.49 كيلومتر مربع ويبلغ عدد سكانها 351418 نسمة في تعداد 2010  و 405،535 في تعداد 2020 ؛  التقدير الرسمي في منتصف عام 2021 كان 409،527.  يقع منطقة الوصاية في الطرف الشمالي الغربي لجزيرة سومطرة ويحيط بالعاصمة الإقليمية باندا آتشيه. وهي تشمل عددًا من الجزر قبالة الطرف الشمالي لسومطرة، والتي تشكل دائرة بولو آتشيه داخل الوصاية. مقر حكومة منطقة الوصاية هي بلدة جانثو . 

## اقتصاد
تنتج شركة منطقة وصاية آتشيه بيسار القرنفل وجوزة الطيب وزيت النخيل والأرز ، وكذلك كميات صغيرة من الذرة والكسافا والبطاطا الحلوة والفاصوليا . 

## معالم
يحتوي منطقة وصاية آتشيه بيسار على العديد من المتاحف. متحف بيت أتشيه هو متحف المقاطعة، ويقع في باندا آتشيه . تم بناء المبنى الرئيسي للمتحف على طراز منزل آتشيني التقليدي. تم تثبيته من قبل الحاكم الهولندي فان سوارت في عام 1915.  يحتوي متحف علي هاسيمي على المجموعة الشخصية لعلي هاسيمي ، حاكم آتشيه السابق والفنان ، ويتضمن كتبًا لعلماء ماضي آتشيه ، وخزف قديم ، وأسلحة نموذجية من آتشيه ، وتذكارات من جميع أنحاء العالم ، إلخ. كان متحف تشوت نياق دين في الأصل منزل البطلة تشوت نياق دين . تحتوي مكتبة أبي تانوه القديمة الواقعة عند سفح جبل سولاوة على بعض المخطوطات المهمة.

### دور العبادة
يقع مسجد اندرابوري حوالي 20 كم جنوب ميدان . كانت إندرا بوري مملكة هندوسية وكان مكانًا للعبادة قبل وصول الإسلام. في وقت لاحق ، قدم السلطان إسكندر مودا الإسلام للجمهور. بعد أن أسلم الناس ، تم تحويل المعبد السابق إلى مسجد.  يغطي موقع المسجد مساحة 33،875 م 2 ، ويقع على بعد حوالي 150 متراً من حافة نهر آتشيه .
يقع قبر الأدميرال ملاهاياتي حوالي 32 كم من مدينة باندا اتشيه.

## التقسيمات الإدارية
الوصاية مقسمة إدارياً إلى ثلاث وعشرين دائرة ( إندونيسي : كيكاماتان ) ، والتي تضم 604 قرية (إندونيسي: غامبونج ). مناطق المناطق وسكانها في تعداد 2010  وتعداد 2020 ،  جنبًا إلى جنب مع التقديرات الرسمية حتى منتصف عام 2021 ،  مذكورة أدناه. تم تجميع هذه الأقسام أدناه في ثلاثة أقسام للتسهيل ، والتي ليس لها أهمية إدارية. يتضمن الجدول أيضًا مواقع المراكز الإدارية للدائرة، وعدد القرى الإدارية ( gampong ) في كل دائرة، والرمز البريدي الخاص بها.
| Name                              | Area (in km2) | Population Census 2010 | Population Census 2020 | Population Estimate mid 2021 | Population Density mid 2021 | Admin centre  | No of villages | Post code    |
| --------------------------------- | ------------- | ---------------------- | ---------------------- | ---------------------------- | --------------------------- | ------------- | -------------- | ------------ |
| Pulo Aceh (a)                     | 90.56         | 3,796                  | 4,463                  | 4,513                        | 49.8                        | Lampuyang     | 17             | 23991        |
| Peukan Bada (b)                   | 36.25         | 15,462                 | 22,654                 | 23,402                       | 645.6                       | Peukan Bada   | 26             | 23351        |
| Lhoknga                           | 87.95         | 14,874                 | 16,927                 | 17,064                       | 194.0                       | Lhoknga       | 28             | 23355        |
| Leupung                           | 169.15        | 2,553                  | 3,392                  | 3,471                        | 20.5                        | Leupung       | 6              | 23353        |
| Lhoong                            | 149.03        | 9,093                  | 9,860                  | 9,893                        | 66.4                        | Lhoong        | 28             | 23354        |
| Total Western section             | 532.94        | 45,778                 | 57,296                 | 58,343                       | 109.5                       |               | 105            |              |
| Kuta Cot Glie                     | 332.25        | 12,388                 | 14,075                 | 14,186                       | 42.7                        | Lampakuk      | 32             | 23364        |
| Seulimeum                         | 404.35        | 21,519                 | 23,652                 | 23,763                       | 58.8                        | Seulimeum     | 47             | 23951        |
| Kota Jantho (Jantho town)         | 592.50        | 8,443                  | 9,440                  | 9,500                        | 16.0                        | Kota Jantho   | 13             | 23918 -23919 |
| Lembah Seulawah (Seulawah Valley) | 319.60        | 10,753                 | 11,927                 | 11,993                       | 37.5                        | Lamtamot      | 12             | 23952        |
| Total Eastern section             | 1,648.70      | 53,103                 | 59,094                 | 59,442                       | 36.1                        |               | 104            |              |
| Mesjid Raya                       | 129.93        | 20,864                 | 21,231                 | 21,172                       | 162.9                       | Krueng Raya   | 13             | 23381        |
| Darussalam                        | 38.43         | 22,633                 | 22,834                 | 22,751                       | 592.0                       | Lambaro Angan | 29             | 23374        |
| Baitussalam                       | 20.84         | 16,590                 | 22,943                 | 23,568                       | 1,130.9                     | Lambada Lhok  | 13             | 23373        |
| Kuta Baro                         | 61.07         | 23,541                 | 25,959                 | 26,089                       | 427.2                       | Peukan Ateuk  | 47             | 23372        |
| Montasik                          | 59.73         | 17,732                 | 20,261                 | 20,432                       | 342.1                       | Montasik      | 39             | 23362        |
| Blang Bintang                     | 41.75         | 10,723                 | 11,811                 | 11,869                       | 284.3                       | Cot Meuraja   | 26             | 23360        |
| Indrapuri                         | 197.04        | 19,975                 | 22,372                 | 22,518                       | 114.3                       | Indrapuri     | 52             | 23363        |
| Kuta Malaka                       | 22.82         | 5,891                  | 6,896                  | 6,971                        | 305.5                       | Samahani      | 15             | 23365        |
| Suka Makmur                       | 43.45         | 13,905                 | 15,488                 | 15,581                       | 358.6                       | Sibreh        | 35             | 23361        |
| Simpang Tiga                      | 27.60         | 5,360                  | 6,269                  | 6,336                        | 229.6                       | Krueng Mak    | 18             | 23375        |
| Darul Kamal                       | 23.05         | 6,766                  | 8,472                  | 8,620                        | 374.0                       | Peukan Biluy  | 14             | 23350        |
| Darul Imarah (c)                  | 24.35         | 46,397                 | 54,145                 | 54,714                       | 2,247.0                     | Lampeuneurut  | 32             | 23352        |
| Ingin Jaya (c)                    | 24.34         | 28,064                 | 33,993                 | 34,475                       | 1,416.4                     | Lambaro       | 50             | 23371        |
| Krueng Barona Jaya (c)            | 6.96          | 14,096                 | 16,471                 | 16,646                       | 2,391.7                     | Cot Irie      | 12             | 23370        |
| Total Central section             | 721.36        | 252,537                | 289,145                | 291,742                      | 404.4                       |               | 395            |              |

ملاحظات: (أ) تتألف من مجموعة من الجزر قبالة الطرف الشمالي الغربي لسومطرة ، وأكبرها بولاو بروه ، وبولاو ناسي ، وبولاو تيونوم. (ب) تشمل بعض الجزر الأصغر قبالة الطرف الشمالي الغربي لسومطرة ولكنها أقرب إلى البر الرئيسي من مقاطعة بولو آتشيه - بولاو بونتا وبولاو باتي.(ج) تضم الضواحي الجنوبية لمدينة باندا آتشيه ، حيث بلغ عدد سكانها 105.835 نسمة في منتصف عام 2021.

## جزيرة روسا
تم تشكيل جزيرة روسا في منطقة Lhoong مثل Rusa (الغزلان) قبل أن يضرب تسونامي الجزيرة في 26 ديسمبر 2004 ، ولكن الآن بعد أن تم جرف جزء كبير منها ، تغير شكل الجزيرة وأصبح أصغر مثل جنين الحمل. تعد الجزيرة مهمة جدًا لتحديد حدود إندونيسيا نظرًا لموقعها باعتبارها الجزيرة الأكثر غربية في إندونيسيا مع Titik Dasar TD175 و Titik Referensi TR175 (Base Point TD175 and Reference Point TR175). 

## جزيرة بونتا
منذ أن ضرب تسونامي عام 2004 جزيرة بونتا، على بعد 45 دقيقة بالقارب التقليدي الآلي من قرية أوجونغ بانكو ، بيوكان بادا ، لم يعد هناك أي سكان. في الوقت الحاضر ، يستخدم بعض الناس الجزيرة كمزرعة لجوز الهند ، لكنهم يعيشون في باندا آتشيه. نظرًا لأن كارثة تسونامي جرفت جميع الكائنات الحية هناك ، لا توجد في الوقت الحاضر السناجب أو القرود أو الثعابين على الجزيرة. اشتهرت الجزيرة بالفيلم الوثائقي Hikayat di Ujung Pesisir (ملحمة نهاية الساحل) وهي مثالية للتخييم، ولكن بدون مرافق على الإطلاق ، ويمكن ممارسة الغطس المتواضع هناك. 